# Yes
Cet article concerne le groupe. Pour les autres significations, voir Yes (homonymie).
Yes est un groupe britannique de rock, originaire de Londres, au Royaume-Uni. Formé en 1968, il est considéré comme un des pionniers du genre progressif. Au cours de son histoire longue de plus d'un demi-siècle, le groupe a compté dans ses différentes formations dix-huit musiciens dont la moitié d'entre eux y a fait plusieurs passages (pas moins de cinq pour Rick Wakeman). Du fait des nombreux changements de musiciens, le groupe a les particularités de ne jamais avoir enregistré plus de deux albums studio consécutifs avec la même formation et, depuis 2015, de ne compter plus aucun membre de la formation d'origine parmi ses musiciens.
La première formation du groupe comprend le chanteur Jon Anderson, le guitariste Peter Banks, le bassiste Chris Squire, le claviériste Tony Kaye et le batteur Bill Bruford. Le groupe sort deux albums, Yes en 1969 et Time and a Word l'année suivante, puis, après l'arrivée de Steve Howe à la guitare, The Yes Album en 1971. Avec Rick Wakeman aux claviers, puis Alan White à la batterie, Yes devient l'un des principaux représentants de la musique progressive, par ses albums Fragile (1971), Close to the Edge (1972), Tales from Topographic Oceans (1973), Relayer (1974, avec Patrick Moraz aux claviers), Going for the One (1977) et Tormato (1978). Après l'album Drama, enregistré avec les membres du duo The Buggles,Trevor Horn et Geoff Downes, en remplacement d'Anderson et de Wakeman, Yes se sépare fin 1980.
Le groupe renaît trois ans plus tard avec l'arrivée du guitariste Trevor Rabin et les retours de Jon Anderson et de Tony Kaye. Yes adopte un son plus pop rock. L'album 90125 (1983) est un succès commercial inédit pour le groupe avec le single Owner of a Lonely Heart qui devient son premier et seul no 1 aux États-Unis, suivi de l'album Big Generator en 1987. En 1988, Jon Anderson forme avec d'anciens membres de Yes le supergroupe Anderson Bruford Wakeman Howe, avant que ces derniers rejoignent les membres restants pour enregistrer l'album Union en 1991. Cependant, cette réunion à huit ne dure pas, et Yes enregistre alors un dernier album Talk (1994) avec les musiciens de la reformation, avant que Howe et Wakeman ne remplacent Rabin et Kaye pour les deux volumes de Keys to Ascension (1996 et 1997). Wakeman quitte une fois de plus le groupe en 1997, pour le retrouver en 2002, avant un dernier départ en 2004. Il est successivement remplacé par Billy Sherwood (album Open Your eyes en 1997), Igor Koroshev (The Ladder, 1999) et son fils Oliver Wakeman. Après la sortie de l'album Magnification en 2001, enregistré sans claviériste attitré et une tournée du 35e anniversaire en 2004, le groupe marque une pause.
En 2008, Jon Anderson quitte Yes avant de retrouver à nouveau d'anciens membres au sein de ARW. Yes engage alors Benoît David, avec lequel et Geoff Downes de retour, il enregistre en 2011 l'album Fly from Here, avant que le nouveau chanteur ne soit remplacé par Jon Davison. Cette formation publie en 2014 l'album Heaven and Earth, le dernier avec Chris Squire, qui meurt en 2015. Billy Sherwood prend alors sa place vacante de bassiste. En 2017, Yes est intronisé au Rock and Roll Hall of Fame, et l'année suivante organise une tournée pour son cinquantième anniversaire. La même année sort l'album Fly from Here Return Trip, réédition de l'album de 2011, mais avec Trevor Horn au chant. En 2020 sort le mini album From A Page, enregistré entre 2008 et 2011, avec Oliver Wakeman et Benoit David. L'album The Quest parait à l'automne 2021, le dernier avec le batteur Alan White, qui meurt en 2022. Il est remplacé par Jay Schellen qui a déjà accompagné le groupe. Le dernier album en date de Yes est Mirror to the Sky qui parait au printemps 2023.

## Histoire

### Formation et percée (1968-1971)
En 1967, le bassiste Chris Squire après avoir dissous The Syn forme un nouveau groupe, Mabel Greer's Toyshop, avec le guitariste Peter Banks, le guitariste-chanteur Clive Bailey et le batteur Bob Hagger. Ils jouent au Marquee Club de Soho, à Londres, où Jack Barrie, propriétaire du club La Chasse voisin sur Wardour street, les voit jouer : « Il n'y avait rien d'exceptionnel à leur sujet », se souvient-il, « la musicalité était très bonne mais il était évident qu'ils n'allaient nulle part ». Il présente alors Chris au chanteur Jon Anderson, qui passe parfois pour y donner un coup de main à l'occasion. Les deux musiciens ne tardent pas à se découvrir des intérêts musicaux communs, en particulier pour les groupes à harmonies vocales tels que les Beatles, The Fifth Dimension, The Byrds et Simon and Garfunkel, ce qui se reflète dans la première chanson qu'ils écrivent ensemble avec Clive Bailey, Sweetness.
Pendant ce temps, Banks quitte le Toyshop de Mabel Greer pour rejoindre Neat Change, mais il est renvoyé le 7 avril 1968. Peter Banks est rappelé par Squire, remplaçant Bayley comme guitariste. En juin, Hagger est remplacé dans le Yes naissant par Bill Bruford, qui a déposé une annonce dans Melody Maker,, et qui a fait partie du groupe The Breed, avec Stu Murray à la guitare, Mike Freeman au saxophone, Ray Bennett à la basse - qui jouera plus tard avec le groupe Flash de Peter Banks - et Doug Kennard à la guitare et au chant. Enfin, le claviériste de formation classique Tony Kaye, de Star Combo and the Federals de Johnny Taylor, et qui a déjà enregistré plusieurs singles, devient le cinquième membre. Le groupe nouveau-né répète dans le sous-sol du café Lucky Horseshoe sur Shaftesbury Avenue entre le 10 juin et le 9 juillet 1968,.
Plusieurs noms sont proposés : Squire suggère World, Anderson préfère Life, mais c'est finalement Peter Banks qui propose Yes, qui est adopté, Le premier concert sous le nouveau nom suit rapidement dans un camp de jeunes à East Mersea, Essex, le 4 août 1968. Leurs premiers concerts sont composés de reprises d'artistes tels que les Beatles, The 5th Dimension et Traffic. Le 16 septembre, Yes se produit au club de Blaise à Londres en remplacement de Sly and the Family Stone, qui ne s'est pas présenté. Ils sont bien accueillis par le public, y compris l'animateur Roy Flynn, qui deviendra le manager du groupe ce soir-là. Durant cette période, Bruford décide d'arrêter de jouer avec le groupe pour étudier à l' Université de Leeds. Il est remplacé par David Potts, pendant quatre jours, puis par Tony O'Reilly des Koobas, lequel du mal à se produire avec le reste du groupe sur scène. Après que Bruford s'est fait refuser un congé sabbatique d'un an de l'université, Anderson et Squire le convainquent de revenir pour le concert de Yes en ouverture du concert d'adieu de Cream au Royal Albert Hall le 26 novembre.

#### Yes(1969)
Après avoir vu un premier concert de King Crimson en 1969, les membres de Yes se rendent compte qu'il y a soudainement une concurrence féroce sur le circuit des concerts de Londres, et qu'ils doivent être beaucoup plus compétents techniquement, à commencer par des répétitions régulières. Ils signent alors un accord avec Atlantic Records et, en août, sortent leur premier album homonyme Yes. Constitué principalement de créations originales du groupe, le disque comprend aussi des interprétations de Every Little Thing des Beatles et de I See You des Byrds. Bien que l'album ne réussisse pas à percer dans les charts britanniques, le critique de Rolling Stone Lester Bangs complimente le « sens du style, du goût et de la subtilité » de l'album. Le chroniqueur de Melody Maker, Tony Wilson choisit Yes et Led Zeppelin comme les deux groupes « les plus susceptibles de réussir ».

#### Time and a Word(1970)
Après une tournée en Scandinavie avec les Faces de Rod Stewart et Ron Wood, Yes donne un concert solo au Queen Elizabeth Hall le 21 mars 1970. La seconde moitié est composée d'extraits de son deuxième album Time and a Word, qui sortira le 24 juillet, et sur lequel le groupe est accompagné par un orchestre de vingt jeunes musiciens. Semblable au premier album, Time and a Word propose des chansons originales et deux nouvelles reprises : Everydays de Buffalo Springfield et No Opportunity Necessary, No Experience Needed de Richie Havens, celle-ci contenant un extrait du thème du film Les Grands Espaces de 1958, avec Charlton Heston, composé par Jerome Moross. L'album fait son apparition dans les charts britanniques, culminant en 45e position.
Peter Banks quitte le groupe le 18 avril, trois mois avant la sortie de l'album, après avoir exprimé son désaccord avec l'idée d'enregistrer avec un orchestre ainsi que le limogeage de Flynn plus tôt dans l'année,. Il précisera plus tard qu'il a été renvoyé par Anderson et Squire et que Kaye et Bruford n'avaient aucune connaissance préalable que cela arriverait. Son remplaçant est Steve Howe, l'ex guitariste des Syndicats et Tomorrow, qui curieusement apparaît sur la photo de la pochette de la version américaine de l'album Time and a Word bien qu'il n'y ait pas joué.

#### The Yes Album(1971)
Le groupe se retire dans une ferme louée dans le Devon pour écrire et répéter de nouvelles chansons pour l'album suivant. Howe s'impose comme une partie intégrante du son du groupe avec sa Gibson ES-175 et une variété de guitares acoustiques. Avec le producteur et ingénieur Eddy Offord, les sessions d'enregistrement durent jusqu'à douze heures, chaque chanson étant assemblée à partir de petites sections, qui sont mixées pour former une pièce complète. Le groupe apprend alors à interpréter la chanson une fois le mixage terminé. Sorti en février 1971, The Yes Album atteint la quatrième place au Royaume-Uni et la 40e place des charts américains Billboard 200.
Yes entreprend une tournée de 28 jours en Europe avec Iron Butterfly en janvier 1971. Le groupe loue l'ensemble de son système de sonorisation, ce qui améliore sa performance et la qualité du son sur scène. Le premier rendez-vous en Amérique du Nord suit le 24 juin à Edmonton, au Canada en première partie de Jethro Tull.
Kaye donne son dernier concert avec Yes au Crystal Palace Bowl à la fin de juillet  et est renvoyé peu de temps après. La décision est prise après la friction surgissant entre Howe et Kaye en tournée, et la réticence de ce dernier, à jouer du mellotron et du synthétiseur Minimoog, préférant s'en tenir exclusivement au piano et à l'orgue Hammond. Anderson dira dans une interview en 2019: « Steve et Chris sont venus et ont dit : "Regardez, Tony Kaye... super gars ". Mais, vous savez, nous venions de voir Rick Wakeman environ un mois plus tôt. Et j'ai dit : "Il y a ce type Rick Wakeman", et nous devons continuer notre vie et avancer, vous savez, plutôt que de continuer dans le même cercle. Et c'est ce qui arrive avec un groupe. » Au moment du départ de Kaye, Yes a déjà de la sorte trouvé son nouveau claviériste en la personne de ce Rick Wakeman, un musicien de formation classique qui a quitté le groupe de folk rock Strawbs plus tôt dans l'année. Il est déjà un musicien de studio réputé, avec des crédits tels que T. Rex, David Bowie, Cat Stevens et Elton John. Squire commente qu'il peut jouer sur « un piano classique pour trois mesures, un mellotron pour deux mesures et un Moog pour la suivante», ce qui promet à Yes les textures orchestrales et chorales qui conviennent à sa nouvelle orientation musicale.

### Apogée progressif (1971-1974)

#### Fragile(1971)
Sorti le 26 novembre 1971, le quatrième album, Fragile montre l'intérêt croissant du groupe pour les structures de la musique classique (mis en évidence notamment avec un extrait de L'oiseau de feu d' Igor Stravinsky joué au début de ses concerts depuis la tournée 1971-1972). Chaque membre interprète une pièce en solo sur l'album, et cela marque le début de la durable collaboration avec l'artiste Roger Dean, qui conçoit le logo du groupe, la pochette de l'album et les décors de scène. Fragile culmine en septième position au Royaume-Uni et numéro 4 aux États-Unis après sa sortie en janvier 1972, et est le premier disque du groupe à atteindre le top dix en Amérique du Nord. Une version plus courte de la chanson d'ouverture, Roundabout, sort en single qui culmine en 13e place au palmarès des singles Billboard Hot 100.
En février suivant, Yes enregistre une reprise de America de Paul Simon. Le single atteint la 46e place du classement des singles américains. Le titre apparaît sur The New Age of Atlantic, un album de compilation de 1972 de plusieurs groupes signé chez Atlantic Records, et de nouveau dans la compilation de 1975, Yesterdays.

#### Close to the Edge(1972)
Sorti en septembre 1972, Close to the Edge, le cinquième album, reste jusqu'à présent l'œuvre du groupe la plus ambitieuse. D'une durée de 19 minutes, la chanson titre occupe une face entière sur le disque vinyle et combine des éléments de musique classique, rock psychédélique, pop et jazz. L'album atteint la 3e place aux États-Unis et la quatrième dans les charts britanniques. And You and I sort comme un single qui culmine en 42e position aux États-Unis.
Le succès critique et commercial grandissant du groupe ne suffit pas à retenir Bruford, celui-ci trouvant que le processus de composition des albums est devenu trop strict et complexe : il quitte Yes à l'été 1972, avant la sortie de l'album, pour rejoindre King Crimson qui laisse alors dans sa musique, la part belle à l'improvisation. Le groupe envisage plusieurs remplacements possibles, y compris Aynsley Dunbar (qui joue avec Frank Zappa à l'époque), et choisit finalement Alan White alors musicien de sessions, ami d'Anderson et d'Offord qui a déjà joué avec le groupe quelques semaines avant le départ de Bruford. White apprend le répertoire du groupe en trois jours avant de se lancer dans sa tournée 1972–1973. À ce stade, Yes commence à connaître un succès commercial et critique mondial.
La première tournée avec White est enregistrée sur Yessongs, un triple album live sorti en mai 1973 qui contient des concerts de 1972. L'album atteint la 7e place au Royaume-Uni et la 12e aux États-Unis,. Un film de concert du même nom sort en 1975  qui retrace leurs spectacles au Rainbow Theater de Londres en décembre 1972, avec l'ajout d'images et d'effets visuels psychédéliques. Bill Bruford apparait aussi sur Yessongs, sur Perpetual Change et Long Distance Runaround/The Fish.

##### Tales from Topographic Oceans(1973)

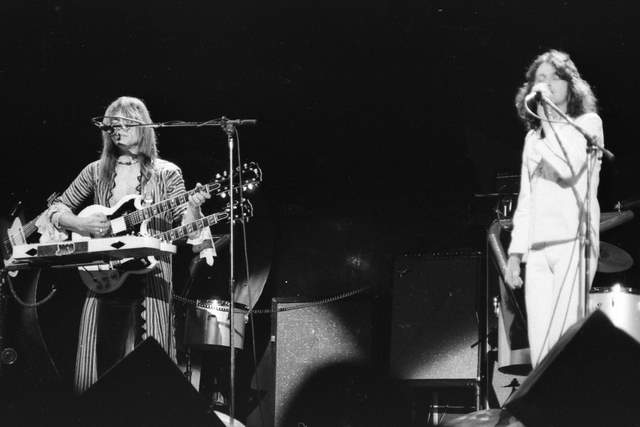
Yes en concert à Columbia en 1974 : Steve Howe et Jon Anderson.

Tales from Topographic Oceans est le sixième album studio du groupe, sorti le 14 décembre 1973. Il marque un changement dans sa destinée et polarise les fans et les critiques. Le double vinyle est basé sur l'interprétation d'Anderson des écritures shastriques à partir d'une note de bas de page du livre de Paramahansa Yogananda Autobiography of a Yogi. Le disque devient le premier album au Royaume-Uni à atteindre l'or avant d'arriver chez les détaillants. Il reste en tête des charts britanniques pendant deux semaines tout en atteignant la 6e place aux États-Unis, et devient le quatrième album d'or consécutif du groupe. Wakeman n'est pas satisfait du disque et critique une grande partie de son contenu. Il estime que les sections sont «saignées à mort et contiennent trop de remplissage musical».
La tournée 1973-1974 de Yes comprend alors cinq spectacles consécutifs à guichets fermés au Rainbow Theater, la première fois qu'un groupe de rock réalise une telle prestation. Wakeman quitte le groupe après cette tournée afin de se consacrer à sa carrière solo : son album Journey to the Center of the Earth rentre dans les charts britanniques en mai 1974

### Départ, solos et retour (1974–1978)

#### Relayer(1974)
Plusieurs musiciens sont approchés pour remplacer Wakeman, dont Vangelis Papathanassiou, Eddie Jobson de Roxy Music et l'ancien claviériste d'Atlantis et de Cat Stevens, Jean Roussel. Yes choisit finalement le claviériste suisse Patrick Moraz, de Refugee, qui arrive en août 1974 lors des sessions d'enregistrement pour Relayer, au domicile de Squire à Virginia Water dans le Surrey. Sorti en novembre de cette même année, Relayer présente une direction influencée par le jazz fusion que le groupe poursuit alors. L'album comprend la pièce de 22 minutes intitulée The Gates of Delirium, qui met en lumière une bataille initialement inspirée par le roman Guerre et Paix de Léon Tolstoï. La chanson de la conclusion, Soon, est par la suite publiée en single et Jon Anderson la reprendra dans ses concerts en solo. L'album atteint la 4e place au Royaume-Uni et la 5e aux États-Unis,. Yes lance la tournée 1974-1975 pour soutenir Relayer.
La compilation Yesterdays, sorti en 1975, contient des chansons des deux premiers albums du groupe, le titre de la face B de son single Sweet Dreams de 1970 intitulé Dear Father et la version originale de dix minutes de sa reprise de la chanson America de Simon & Garfunkel avec Rick Wakeman aux claviers.

#### Albums solos (1975–1976)
Entre 1975 et 1976, les membres du groupe décident alors de faire une pause pour sortir chacun un album solo : Beginnings de Steve Howe, Fish Out of Water de Chris Squire, The Story of I de Patrick Moraz, Olias of Sunhillow de Jon Anderson qu'il réalise entièrement seul, et Ramshackled de Alan White.
Suit la tournée Solo Tour, une série de concerts pendant lesquels chacun des membres joue un extrait de son album solo, en plus de chansons du groupe. La tournée de 1976 en Amérique du Nord avec Peter Frampton comprend certains des concerts les plus fréquentés du groupe. Le spectacle du 12 juin, également soutenu par Gary Wright et Pousette-Dart Band au stade John F. Kennedy de Philadelphie, attire plus de 100 000 personnes. Le frère de Roger Dean, Martyn, est le principal concepteur du décor de la tournée Crab Nebula, tandis que Roger et la créatrice de tissus Felicity Youette fournissent les arrière-plans.

#### Going for the One(1977)

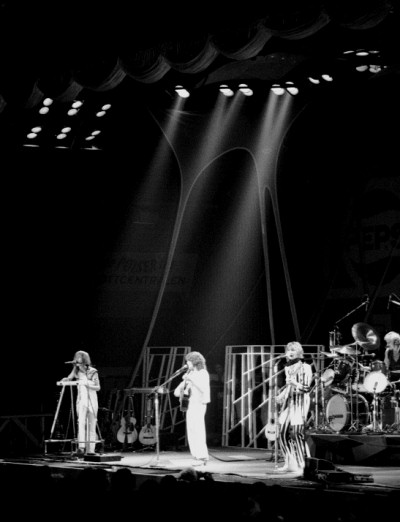
Yes en concert à Oslo, le 11 novembre 1977 : Steve Howe, Jon Anderson, Chris Squire et Alan White.

Fin 1976, le groupe se rend en Suisse et commence à enregistrer pour son album Going for the One aux Mountain Studios à Montreux. C'est alors qu'Anderson envoie les premières versions de Going for the One et Wonderous Stories à Wakeman, qui estime qu'il pourrait contribuer à un tel projet mieux qu'aux réalisations précédentes du groupe. Après l'engagement de Wakeman comme musicien de session, Moraz quitte Yes et va rejoindre les Moody Blues.
À sa sortie en juillet 1977, Going for the One domine les charts britanniques pendant deux semaines et atteint la huitième place aux États-Unis,. Wonderous Stories et Going for the One sortent en single au Royaume-Uni et atteignent respectivement les places 7 et 25. Bien que la pochette de l'album soit conçue par Hipgnosis, elle présente toujours le logo « bulle » Roger Dean. La tournée du groupe en 1977 dure six mois.

#### Tormato(1978)
Tormato sort en septembre 1978 au plus fort du punk rock en Angleterre, et la presse musicale critique Yes comme représentant les excès du rock progressif du début des années 1970. L'album montre pourtant le groupe poursuivre son mouvement vers des chansons plus courtes : aucune piste ne dure plus de huit minutes. Wakeman remplace ses mellotrons par le birotron, un clavier de lecture à bande, et Squire expérimente des harmoniseurs et des pédales Mutron avec sa basse. La production est gérée collectivement par le groupe, provocant des désaccords entre les membres au stade du mixage. Avec une diffusion rock-radio commerciale intense, l'album atteint la 8e place au Royaume-Uni et la 10e dans les charts américains, et est également certifié platine (1 million d'exemplaires vendus) par la RIAA.
Malgré les critiques internes et externes de l'album, la tournée 1978-1979 du groupe est un succès commercial. Des concerts sont exécutés avec une scène circulaire centrale de 50 000 £ et un système de son à 360 degrés installé au-dessus de celle-ci. Les rendez-vous au Madison Square Gardens valent à Yes un Golden Ticket Award pour avoir rapporté plus d'un million de dollars en recettes au guichet.

### Dernier album avant la scission (1979–1981)
En octobre 1979, le groupe se réunit à Paris avec le producteur Roy Thomas Baker. L'approche diversifiée des membres devient une véritable division, Anderson et Wakeman ayant une approche plus délicate et fantasmagorique, les autres recherchant un son rock plus radical. Howe, Squire et White n'aiment rien de la musique qu'Anderson propose à l'époque car elle leur semble trop légère et ne correspond pas au style qu'ils travaillent dans leurs propres sessions d'écriture. Les sessions parisiennes se terminent brutalement en décembre après que White se casse le pied en faisant du roller dans une discothèque à roulettes. Lorsque le groupe, (hormis Wakeman qui ne s'est engagé à enregistrer des overdubs de claviers qu'une fois que les compositions seront prêtes à enregistrer), se réunit à nouveau en février 1980 pour reprendre le travail sur le projet, leurs différences musicales croissantes, combinées à des dissensions internes, entravent les progrès. Le journaliste Chris Welch, après avoir assisté à une répétition, note qu'Anderson « chantait sans sa conviction habituelle et semblait peu enclin à parler ». À la fin du mois de mars, Howe, Squire et White commencent à faire des démos en tant que trio instrumental, de plus en plus incertains quant à l'implication future d'Anderson. Finalement, un sérieux différend de groupe sur les sujets financiers amène Anderson quitter Yes, Wakeman découragé partant à peu près au même moment.

#### Drama(1980)
En 1980, le duo pop The Buggles (le claviériste Geoff Downes et le chanteur Trevor Horn ) acquiert Brian Lane en qualité de manager. À ce stade, le départ d'Anderson et de Wakeman est gardé secret en dehors du cercle intime du groupe Yes. Voyant une option pour continuer le groupe avec une nouvelle contribution créative et une nouvelle expertise, Squire révèle la situation à Horn et Downes et suggère qu'ils rejoignent Yes en tant que membres à temps plein. Les deux musiciens acceptent l'invitation et le groupe reconfiguré enregistre l'album Drama, qui sort en août. Le disque affiche un son plus lourd et plus dur que les chansons enregistrées avec Anderson en 1979, débutant avec le long titre hard-rock Machine Messiah. L'album est largement diffusé à la radio à la fin de l'été-automne, et culmine en 2e position au Royaume-Uni et 18e aux États-Unis, bien qu'il soit le premier album de Yes à ne pas être certifié Or par la RIAA depuis 1971.
La tournée Drama de 1980 en Amérique du Nord et au Royaume-Uni reçoit un accueil mitigé du public. Le groupe est toutefois bien reçu aux États-Unis et obtient un certificat commémoratif après avoir effectué un record de seize concerts consécutifs à guichets fermés au Madison Square Garden depuis 1974.
Après la tournée, Yes se réunit de nouveau en Angleterre pour décider de la prochaine étape du groupe, en commençant par renvoyer Lane comme manager. Horn choisit de quitter Yes pour poursuivre une carrière dans la production musicale, White et Squire s'en vont également. Laissés comme seuls membres restants, Downes et Howe qui choisissent de ne pas continuer le groupe et se séparent en décembre. Un album de compilation des performances en concert de Yes de 1976 à 1978, mixé à la mi-1979 et initialement prévu pour sortir à la fin de 1979, sort sous le nom de Yesshows, atteignant la 22e place des charts britanniques et la 43e aux États-Unis. Une annonce venue de la direction du groupe en mars 1981 confirme que Yes n'existe plus.

#### Projets divers (1981)
Downes et Howe se réunissent ensuite pour former Asia avec l'ancien bassiste et chanteur de King Crimson, John Wetton, et le batteur Carl Palmer d' Emerson, Lake and Palmer. Squire et White continuent à travailler ensemble, enregistrant initialement des sessions avec Jimmy Page pour un groupe appelé XYZ (abréviation de « ex-Yes-Zeppelin ») au printemps 1981. L'ancien coéquipier de Page, Robert Plant, doit également être impliqué en tant que chanteur mais il perd son enthousiasme, citant son deuil persistant pour le batteur de Led Zeppelin récemment décédé, John Bonham. Le groupe de courte durée produit quelques morceaux de démonstration (démo), dont des éléments apparaîtront dans le groupe de Page The Firm et sur les futurs morceaux de Yes, Mind Drive et Can You Imagine?. À la fin de 1981, Squire et White sortent Run with the Fox, un single de Noël avec Squire au chant qui est diffusé à la radio pendant les années 1980 et au début des années 1990 pendant les périodes de Fêtes. Un deuxième album de compilation de Yes, Classic Yes, sort en novembre 1981.

### Reformation (1982–1988)
En 1982, Phil Carson d'Atlantic Records présente Squire et White au guitariste et chanteur Trevor Rabin, qui s'est initialement fait un nom avec le groupe sud-africain Rabbitt, sortant par la suite trois albums solo, travaillant comme producteur de disques et même brièvement considéré comme membre d’ Asia. Les trois font équipe dans un nouveau groupe appelé Cinema, pour lequel Squire recrute également le claviériste original de Yes, Tony Kaye. Malgré la présence de trois musiciens de Yes, Cinema n'est pas initialement destiné à en être une continuation, et entre en studio pour enregistrer un premier album en tant que tout nouveau groupe. Bien que Rabin et Squire partagent initialement le chant soliste pour le projet, Trevor Horn est brièvement introduit dans Cinema en tant que chanteur potentiel, mais choisit rapidement de devenir le producteur du groupe. Ils envisagent également de faire appel à Roger Hodgson (ex-Supertramp), mais la collaboration ne dépasse pas le stade des démos : le titre Walls apparaitra en 2003 sur l'album 90124 de Trevor Rabin, sur laquelle ce dernier chante en duo avec Hodgson.
Horn travaille correctement avec le groupe. Cependant, ses affrontements avec Tony Kaye (compliqués par le fait que Rabin joue la plupart des claviers pendant les sessions d'enregistrement) conduisent au départ de Kaye après environ six mois de répétition. Pendant ce temps, Squire rencontre Jon Anderson (qui, depuis son départ de Yes, a sorti deux albums solo et a eu du succès avec le projet Jon and Vangelis ) lors d'une soirée à Los Angeles et lui joue les chansons démos de Cinema. Anderson est invité dans le projet en tant que chanteur soliste et le rejoint en avril 1983 au cours des dernières semaines de sessions, ayant comparativement peu de contribution créative au-delà de l'ajout de sa voix et de la réécriture de certaines paroles.
À la suggestion de dirigeants de maisons de disques, Cinema change ensuite son nom pour Yes en juin suivant. Rabin s'y oppose d'abord, car il constate maintenant qu'il a rejoint par inadvertance un groupe réuni avec une histoire et des attentes, plutôt que d'aider à lancer un nouveau groupe. Cependant, la présence de quatre anciens membres de Yes dans le groupe (dont trois sont des membres fondateurs, y compris le chanteur soliste, distinctif) suggère que le changement de nom est une stratégie commerciale judicieuse.

#### 90125(1983)
Yes sort son album 90125 (du nom de son numéro de série catalogue sur Atco Records ) en novembre 1983. Il devient son album le plus vendu, certifié par la RIAA au triple platine (3 millions d'exemplaires) en ventes aux États-Unis, et présenté le groupe aux plus jeunes fans. Owner of a Lonely Heart domine le classement Hot Mainstream Rock Tracks pendant quatre semaines, et atteint la première place du classement des singles Billboard Hot 100, le seul single de Yes à y parvenir, s'y maintenant pendant deux semaines en janvier 1984. Le remplaçant à court terme de Kaye aux claviers, Eddie Jobson, apparait brièvement dans la vidéo originale mais est supprimé autant que possible une fois obtenu l'accord de Kaye de revenir dans le groupe.
Le nouvel album marque un changement radical de style car le Yes ressuscité adopte un son pop rock qui montre peu de leurs racines progressives, excepté la dernière chanson de l'album, Hearts. Cette incarnation du groupe est parfois officieusement appelée « Yes-West », reflétant la nouvelle base du groupe à Los Angeles plutôt qu'à Londres.
En 1984, les singles Leave It et It Can Happen atteignent respectivement les numéros 24 et 57. Yes remporte également son seul Grammy Award de la meilleure performance instrumentale rock en 1985 pour le titre de deux minutes Cinema. Le groupe est également nommé pour un prix de la meilleure performance pop par un duo ou un groupe avec voix pour Owner of a Lonely Heart, et une meilleure performance rock par un duo ou un groupe avec un prix vocal pour 90125.
La tournée 1984-1985 du groupe est la plus lucrative de son histoire et donne naissance à 9012Live, un film de concert réalisé par Steven Soderbergh avec des effets spéciaux supplémentaires de Charlex qui coûtent 1 million de dollars.
Le mini-LP de Yes sorti en 1985, 9012Live: The Solos, vaut à Yes une nomination pour un deuxième Grammy Award de la meilleure performance instrumentale rock pour le morceau solo de Squire, une interprétation de Amazing Grace.

#### Big Generator(1987)
Yes commence à enregistrer pour son douzième album studio, Big Generator, en 1986. Les sessions subissent de nombreux avatars en raison de l'utilisation de plusieurs lieux d'enregistrement en Italie, à Londres et Los Angeles, ainsi que des problèmes relationnels entre Rabin et Horn, qui empêchent l'album de se terminer en temps opportun. Finalement, Rabin reprend la production finale, et l'album sort en septembre 1987, avec des ventes atteignant la 17e place au Royaume-Uni et la 15e aux États-Unis. Sa diffusion à la radio démarre simultanément. Big Generator apporte à Yes une nomination pour un deuxième Grammy Award de la meilleure performance rock d'un duo ou d'un groupe avec Vocal en 1988, et est également certifié platine (avec plus d'un million de ventes) par la RIAA. Le single Love Will Find a Way arrive en tête du classement Mainstream Rock, tandis que Rhythm of Love atteint la 2e place et Shoot High Aim Low la 11e.
La tournée de 1987-1988 se terminée par une apparition au Madison Square Garden le 14 mai 1988 dans le cadre du 40e anniversaire d'Atlantic Records.

### ABWH et réunions (1988–1995)

#### Anderson, Bruford, Wakeman, Howe (1988-1990)
À la fin de 1988, Anderson se sent mis à l'écart du travail créatif par Rabin et Squire, et est fatigué de la direction musicale du line-up « Yes-West ». Il prend congé du groupe, affirmant qu'il ne resterait jamais dans Yes uniquement pour l'argent, et commence à travailler à Montserrat sur un projet solo qui finalement implique Wakeman, Howe et Bruford. Cette collaboration fait penser à une sorte de reformation du Yes « classique », bien que dès le début le projet inclut le bassiste Tony Levin, avec lequel Bruford a travaillé dans King Crimson. Le projet, plutôt que de reprendre ou d'utiliser le nom Yes, s'appellera Anderson Bruford Wakeman Howe (ABWH).
Leur album homonyme sorti en 1989 et met en vedette Brother of Mine, qui devient un hit sur MTV et remporte l'or aux États-Unis. Il apparaît plus tard que les quatre membres du groupe n'ont pas tous enregistré ensemble, Anderson et le producteur Chris Kimsey ayant inséré séparément leurs pistes. Howe déclare alors publiquement  qu'il n'est pas satisfait du mixage de ses guitares sur l'album, et une version de Fist of Fire avec les parties de guitares de Howe initiales apparaitra sur le coffret In a Word en 2002.
ABWH donne une tournée en 1989 et 1990 sous le nom de « An Evening of Yes Music Plus» avec Levin, le claviériste Julian Colbeck et le guitariste Milton McDonald comme musiciens de soutien. Leur prestation est enregistrée sur l'album An Evening of Yes Music Plus qui sort en 1993, présentant Jeff Berlin à la basse en raison de la maladie de Levin. La tournée est également entravée par des batailles juridiques déclenchées par Atlantic Records en raison des références faites à Yes dans le matériel promotionnel et dans le titre de la tournée.

#### Union(1991)
Après la tournée, ABWH retourne en studio pour produire son deuxième album, provisoirement appelé Dialogue. Après avoir entendu les morceaux, Arista Records refuse de sortir l'album, estimant que les mixages initiaux sont faibles. Ils encouragent le groupe à rechercher des auteurs-compositeurs extérieurs, et de préférence ceux qui pourraient les aider à livrer des singles à succès. Anderson fait part de la situation à Rabin, qui lui envoie une bande de démonstration avec quatre chansons (démo), indiquant que ABWH pourrait en choisir une mais devait renvoyer les autres. Arista écoute les quatre et les veut toutes, mais Rabin n'aurait pas accepté la demande[réf. nécessaire]. Le groupe « Yes-West » travaille, quant à lui, sur un suivi de Big Generator et fait passer des auditions pour un nouveau chanteur, comprenant Roger Hodgson de Supertramp, Steve Walsh de Kansas, Robbie Nevil interprète du célèbre C'est la Vie et Billy Sherwood de World Trade. Walsh ne passe qu'une journée avec eux, mais Sherwood et le groupe travaillent assez bien ensemble et continuent les sessions d'écriture. Arista suggère que le groupe « Yes-West », avec Anderson au chant, enregistre les quatre chansons à ajouter au nouvel album qui sortira ensuite sous le nom de Yes.
Union, le treizième album studio de Yes, sort en avril 1991. Chaque groupe interprète ses propres titres (les quatre de « Yes-West » et le reste ceux initialement prévus pour le second album d'ABWH), avec Anderson chantant sur tous. Squire assure les chœurs sur quelques-unes des chansons de ABWH, dont les parties de basse sont jouées par Tony Levin. Ainsi conçu, l'album ne présente pas les huit membres en même temps. Le titre Masquerade vaut à Yes une nomination aux Grammy Awards pour la meilleure performance instrumentale rock en 1992. Union se vend à environ 1,5 million d'exemplaires dans le monde, et atteint la 7e place au Royaume-Uni et la 15e dans les charts américains. Deux titres de l'album sortent en single : Lift Me Up domine les charts Mainstream Rock en mai 1991 pendant six semaines, tandis que Saving My Heart atteint la 9e place.
Presque tout le groupe déclare ouvertement son aversion pour Union. Bruford renie complètement l'album, et Wakeman s'affirme incapable de reconnaître ses travaux au clavier dans le montage final, jetant symboliquement sa copie de l'album hors de sa limousine. Il surnomme depuis l'album « Onion » parce que ça le fait pleurer quand il y pense. Le coproducteur de l'album, Jonathan Elias, déclarera plus tard publiquement dans une interview qu'Anderson, en tant que producteur associé, était au courant de l'implication de musiciens de session (plus d'une quinzaine dont huit claviéristes). Il ajoute qu'Anderson et lui avaient même initié leurs contributions, parce que l'hostilité entre certains des membres du groupe à l'époque empêchait le travail d'être accompli. La tournée Union 1991–1992 réunit les huit membres sur une scène circulaire, soit un chanteur, deux guitaristes, un bassiste, deux claviéristes et deux batteurs. À la fin de celle-ci, Bruford, Howe et Wakeman choisissent de ne pas rester impliqués avec Yes, le premier retournant à son projet de groupe jazz Earthworks.
En 1993, Howe, Bruford et Anderson participent à l'album Symphonic Music of Yes, lequel présente des morceaux orchestrés de Yes arrangés par David Palmer, qui joue aussi des claviers et dirige le London Philharmonic Orchestra, l'English Chamber Orchestra, et la London Community Gospel Choir, accompagnés par Tim Harris à la basse et Julian Colbeck à l'orgue Hammond.

#### Talk(1994)

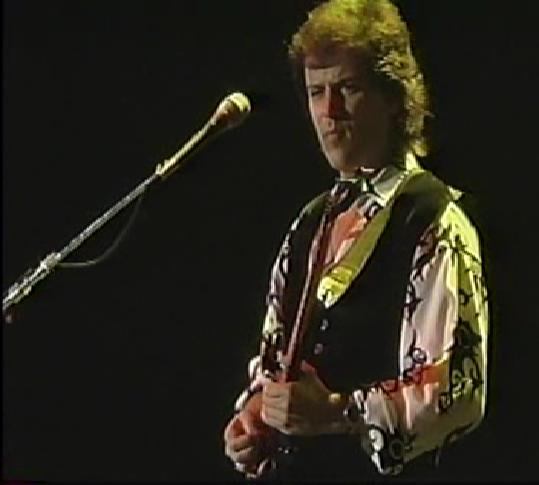
Trevor Rabin avec Yes au Chili en 1994.

L'album studio suivant de Yes, comme Union, est réalisé par une maison de disques, plutôt que par le groupe lui-même. Victory Music propose à Rabin de produire un album uniquement avec la formation de 90125. Rabin réplique d'abord en demandant que Wakeman soit également inclus. Rabin commence à assembler l'album chez lui, en utilisant le concept pionnier de l'époque d'un home studio numérique et en utilisant des compositions écrites par lui-même et Anderson. Le nouvel album est bien en production en 1993, mais l'implication de Wakeman est finalement annulée, car son refus de quitter son management de longue date crée des problèmes juridiques insurmontables.
Le quatorzième album studio du groupe, Talk, sort en mars 1994. Sa couverture est conçue par l'artiste pop Peter Max. Le disque est en grande partie composé et interprété par Rabin, les autres membres du groupe suivant les morceaux de Rabin pour leur instrumentation respective. Il est enregistré et produit numériquement par Rabin avec l'ingénieur Michael Jay, en utilisant 3,4 Go de stockage sur disque dur répartis sur quatre ordinateurs Apple Macintosh en réseau exécutant Digital Performer (ce serait le premier album jamais enregistré avec un tel logiciel[réf. nécessaire] ). L'album mélange des éléments de rock adaptés à la diffusion radio, aux côtés de morceaux plus ambitieux comme le titre de quinze minutes Endless Dream, qui rappelle les origines du groupe. L'album atteint la 20e place au Royaume-Uni et la 33e aux États-Unis. Le titre The Calling grimpe à la 2e place au classement Billboard Hot Mainstream Rock Tracks, et Walls (que Rabin a écrit avec l'ancien auteur-compositeur et cofondateur de Supertramp Roger Hodgson), culmine en 24e position. Il devient aussi l'avant-dernier single de Yes. Rabin et Hodgson écrivent beaucoup ensemble et deviennent des amis proches. Yes interprète Walls au cours du Late Show avec David Letterman le 20 juin 1994.
La tournée de 1994 (pour laquelle le groupe inclut Billy Sherwood à la guitare et aux claviers additionnels) utilise un système de sonorisation développé par Rabin nommé Concertsonics qui permet au public situé dans certains sièges de régler leur radio FM portable sur une fréquence spécifique, afin qu'ils puissent écouter le concert avec des écouteurs.
Au début de 1995, après la tournée, Rabin, sentant qu'il a atteint ses plus grandes ambitions avec l'album Talk, déplore son accueil décevant et conclut qu'il n'est « tout simplement pas ce que les gens voulaient entendre à l'époque ». Il ajoute : « Je pense que j'ai fini » et retourne à Los Angeles où il se concentre sur la composition de musique de films. Par ailleurs, Kaye quitte également Yes pour poursuivre d'autres projets.

### Retour de la formation classique et nouveaux membres (1995–2000)

#### Keys to Ascension(1996)
En novembre 1995, Anderson, Squire et White ressuscitent le line-up « classique » des années 1970 de Yes en invitant Wakeman et Howe à revenir dans le groupe, enregistrant deux nouveaux longs morceaux intitulés Be the One et That, That Is.
En mars 1996, Yes donne trois concerts au Fremont Theatre de San Luis Obispo, en Californie, qui sont enregistrés et sortent, avec les nouveaux morceaux studio, en octobre chez CMC International Records sur l'album Keys to Ascension, qui culminera à la 48e place au Royaume-Uni et à la 99e aux États-Unis. Une vidéo en concert avec les mêmes titres est également publiée cette année-là.

#### Keys to Ascension 2(1997)
Yes continue à enregistrer de nouvelles chansons en studio, à partir du matériel écrit à l'époque du projet XYZ. Les nouvelles chansons doivent sortir initialement en tant qu'album studio, mais du fait de considérations commerciales, elles sont finalement incorporées avec le reste des concerts de San Luis Obispo de 1996 sur Keys to Ascension 2 en novembre 1997. L'album réussit à atteindre la 62e position au Royaume-Uni, mais ne réussit pas à percer aux États-Unis. Mécontent de la façon dont un album studio potentiel a été sacrifié au profit des sorties de Keys to Ascension (ainsi que de la manière dont une tournée Yes a été organisée sans sa participation ou son accord), Wakeman quitte de nouveau le groupe. Les enregistrements en studio des deux albums seront finalement compilés et réédités sans les pistes live sur un seul CD, Keystudio en 2001.
Avec Yes de nouveau en désarroi, Squire demande de l'aide à Billy Sherwood, alors ingénieur de son du groupe[réf. nécessaire]. Les deux hommes ont travaillé sur un projet parallèle appelé Conspiracy et retravaillé des démos et des enregistrements existants dans ce projet pour les transformer en chansons de Yes, et travaillent également sur de nouveaux morceaux avec Anderson et White. L'implication de Howe à ce stade est minime, se situant essentiellement vers la fin des sessions. La participation intégrale de Sherwood à l'écriture, la production et l'interprétation de la musique le conduisent finalement à rejoindre Yes en tant que membre à part entière (en assumant le rôle de choriste, de claviériste et de second guitariste).

#### Open Your Eyes(1997)
Les résultats des sessions sortent en novembre 1997 sur le dix-septième album studio de Yes, Open Your Eyes (sur le label Beyond Music, qui s'assure que le groupe contrôle mieux le packaging et la dénomination). La musique (principalement à la demande de Sherwood) tente de combler les différences de styles de Yes des années 1970 et 1980[réf. nécessaire]. Sherwood en dira : « Mon objectif était d'essayer de briser ces murs partisans - parce que toute la musique était si bonne. Il y a des gens qui n'écouteront pas Genesis, disons, après 1978, mais je ne peux pas imaginer cela. J'adore toute la musique. C'était la seule chose que j'ai essayé de faire, apporter l'unité. Pendant le temps où je faisais partie de Yes, vous avez entendu de nouvelles choses et des choses classiques. Pour cela, je suis fier d'avoir des planètes alignées pendant un moment[réf. nécessaire]. » Cependant, Open Your Eyes n'est pas un succès dans les charts : le disque culmine à la 151e place au Billboard 200 mais ne réussit pas à entrer dans les charts au Royaume-Uni. Le single éponyme réussit à atteindre la 33e place au classement Mainstream Rock.
Pour la tournée Open Your Eyes de 1997/1998, Yes engage le claviériste russe Igor Khoroshev, qui a joué sur certaines des pistes de l'album. De manière significative, le répertoire de la tournée ne contient que quelques morceaux du nouvel album et se concentre principalement sur des morceaux antérieurs. Anderson et Howe, qui ont été moins impliqués dans l'écriture et la production d'Open Your Eyes qu'ils ne l'auraient souhaité, expriment plus tard leur mécontentement à propos de l'album.

#### The Ladder(1999)
Au moment où le groupe enregistre son dix-huitième album studio, The Ladder, avec le producteur Bruce Fairbairn, Khoroshev devient membre à plein temps (avec Sherwood se concentrant maintenant sur l'écriture de chansons, les arrangements vocaux et la deuxième guitare). Avec le jeu de clavier d'influences classiques de Khoroshev, et avec tous les membres contribuant à l'écriture à part plus ou moins égales, le son du groupe revient à son style de rock progressif éclectique et intégré des années 1970. The Ladder comporte également des ingrédients de musique latine et des influences claires de world-music, principalement apportées par Alan White (bien que le musicien multi-instrumentiste de Fairbairn, Randy Raine-Reusch, contribue fortement aux textures de l'album). Un des titres de l'album, Homeworld (The Ladder), est écrit pour Relic Entertainment's Homeworld, un jeu informatique de stratégie en temps réel, et est utilisé comme générique et thème final.
The Ladder sort en septembre 1999, atteignant la 36e place au Royaume-Uni et la 99e aux États-Unis. Lors de la tournée de 1999 et au début de 2000, Yes enregistre sa performance à la House of Blues de Las Vegas, laquelle sort en septembre 2000 sous la forme d'un DVD et d'un album live intitulé House of Yes: Live from House of Blues. Ce sera le dernier album avec Billy Sherwood, qui considère son rôle dans Yes comme la création et l'interprétation de nouvelles musiques. Se rendant compte que le reste du groupe souhaite maintenant se concentrer sur l'interprétation du répertoire passé, il se sépare à l'amiable de Yes à la fin de la tournée[réf. nécessaire].
Plus tard dans l'année, Yes se lance dans la tournée Masterworks de trois mois aux États-Unis, au cours de laquelle ils n'interprètent que du matériel sorti entre 1970 et 1974 (The Yes Album jusqu'à Relayer). Pendant cette tournée, Khoroshev est accusé d'agression sexuelle dans les coulisses,, et se sépare du groupe à la fin de celle-ci.

### Autres tournées (2001–2004)

#### Magnification(2001)
En 2001, Yes sort son dix-neuvième album studio Magnification. Enregistré sans claviériste mais avec Alan White au piano en plus de la batterie, l'album comprend un orchestre de 60 musiciens dirigé par Larry Groupé : la première fois que le groupe utilise un orchestre depuis Time and a Word en 1970. Le disque n'est pas un succès dans les charts : il culmine en 71e position au Royaume-Uni et en 186e aux États-Unis.
Le Yes Symphonic Tour se déroule de juillet à décembre 2001 et le groupe se produit sur scène avec un orchestre et le claviériste américain Tom Brislin. Leurs deux spectacles à Amsterdam sont enregistrés pour leur sortie en DVD en 2002 et en CD en 2009 Symphonic Live Le groupe invite Rick Wakeman à jouer avec eux pour le tournage, mais il est alors en tournée solo.

#### Tournées diverses (2002–2004)
À la suite de l'annonce du retour de Wakeman en avril 2002, Yes se lance dans sa tournée Full Circle en 2002–2003 qui comprend leurs premières performances en Australie depuis 1973. L'album triple compilation The Ultimate Yes: 35th Anniversary Collection sort en juillet 2003, atteignant la 10e place des charts britanniques, album du groupe le plus populaire depuis 1991, et la 131e place aux États-Unis.
Le 26 janvier 2004, le film Yesspeak est présenté en première dans un certain nombre de cinémas sélectionnés, suivi d'une performance acoustique en direct du groupe qui est publiée plus tard sous le nom de Yes Acoustic: Guarantee No Hiss. La tournée du 35e anniversaire suit en 2004, et apparaît sur le DVD live Songs from Tsongas.
La même année, Squire, Howe et White se réunissent pour une nuit seulement avec les anciens membres Trevor Horn, Trevor Rabin et Geoff Downes lors d'un spectacle célébrant la carrière de Horn, interprétant trois chansons de Yes. La vidéo du concert sort en DVD en 2008 sous le nom de Trevor Horn and Friends: Slaves to the Rhythm,.

### Hiatus, collaborations parallèles et nouvelle formation (2004–2010)
Après cette tournée du 35e anniversaire, le groupe se déclare en « hiatus ». Pendant cette période, Anderson tourne à la fois en solo et conjointement avec Wakeman (pour des concerts principalement axés sur le matériel Yes), Squire sort son deuxième album solo tant attendu et White lance son propre groupe éponyme White (rejoignant par la suite ses collègues de Yes, Tony Kaye et Billy Sherwood dans CIRCA). Wakeman continue également à sortir du matériel en solitaire, tout comme Howe, qui sort trois albums solo et retrouve également l'ancien et futur membre du groupe Yes, Geoff Downes, lors de la réunion de la formation originale du groupe Asia. Divers membres participent également à la supervision de publications d'archives.

#### Tournée du40eanniversaire (2008-2010)
En mai 2008, le groupe annonce la tournée Close to the Edge and Back pour fêter les quarante ans de la formation, avec Oliver Wakeman, fils de Rick aux claviers. Anderson déclare alors qu'ils ont préparé quatre nouvelles « longues compositions multi-mouvements » pour la tournée, mais il exprime son désintérêt pour la production d'un nouvel album studio après les faibles ventes de Magnification, suggérant que son enregistrement n'était pas logique. La tournée est brusquement annulée avant les répétitions, après qu'Anderson ait subi une crise d'asthme et ait été diagnostiqué avec une insuffisance respiratoire aiguë : ses médecin lui conseillent d'éviter de tourner pendant six mois.

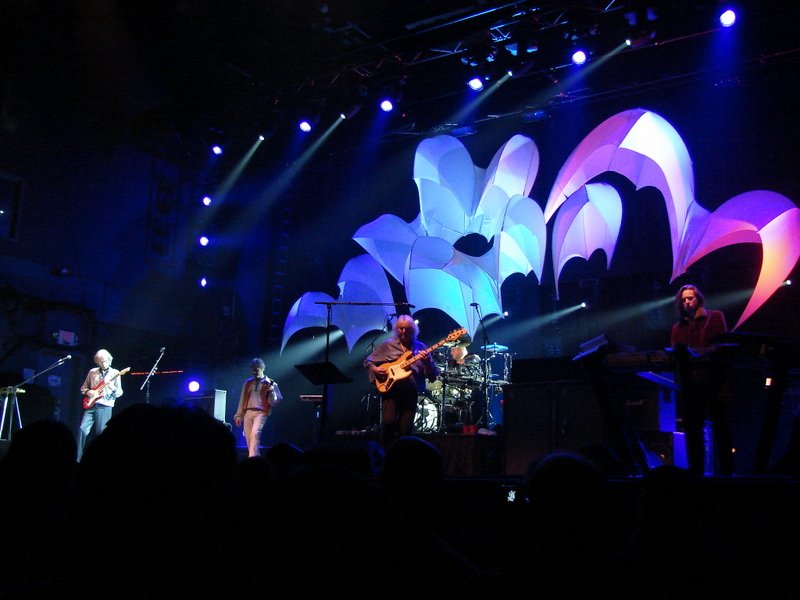
Yes en concert à Columbus, le 12 novembre 2008 : Steve Howe, Benoit David, Chris Squire, Alan White et Oliver Wakeman.

En septembre, les trois autres membres, désireux de reprendre la tournée quelle que soit la disponibilité d'Anderson, annonce une tournée sous les noms de Steve Howe, Chris Squire et Alan White de Yes, avec Oliver Wakeman aux claviers, et le nouveau chanteur Benoît David, un musicien canadien qui a déjà joué avec Mystery et avec le groupe hommage à Yes, Close to the Edge. Anderson exprime sa déception que ses anciens membres du groupe n'aient pas attendu son rétablissement, ni géré la situation « d'une manière plus gentille », et tout en leur souhaitant bonne chance, il qualifie leurs efforts en cours de « travail en solo » et souligne que leur groupe « n'est pas Yes ». Comme Anderson est copropriétaire de la marque Yes, les membres restants acceptent de ne pas tourner sous ce nom. La tournée In the Present commence en novembre, mais elle est interrompue en février suivant lorsque Squire est obligé de subir une intervention chirurgicale d'urgence pour un anévrisme de sa jambe,. La tournée reprend en juin 2009 et se poursuit jusqu'en 2010, avec Asia et Peter Frampton en première partie du groupe sur plusieurs concerts.

### Nouvel album et tournées de séries d'albums (2010–2015)

#### Fly from Here(2011)
En août 2010, il est annoncé que du nouveau matériel a été écrit pour le vingtième album studio de Fly from Here, Yes,. Yes signe ensuite un accord avec Frontiers Records et commence à enregistrer à Los Angeles avec Trevor Horn en tant que producteur. Une grande partie du matériel de l'album est extrapolée à partir d'une paire de chansons écrites par Horn et Geoff Downes à l'époque où ils étaient membres de Yes en 1980 et de l'album Drama. Pendant les sessions d'enregistrement, le groupe pense qu'il serait sage de rappeler Downes pour remplacer Oliver Wakeman aux claviers, estimant qu'il était plus proche du matériau. Affirmant que tous les enregistrements en studio doivent être réalisés par « la formation qui... fait réellement le travail », Howe dissipe les rumeurs selon lesquelles une invitation à chanter sur le disque a été envoyée à Anderson, qui annonce ensuite un nouveau projet de collaboration avec les anciens membres de Yes Wakeman et Rabin,,,.

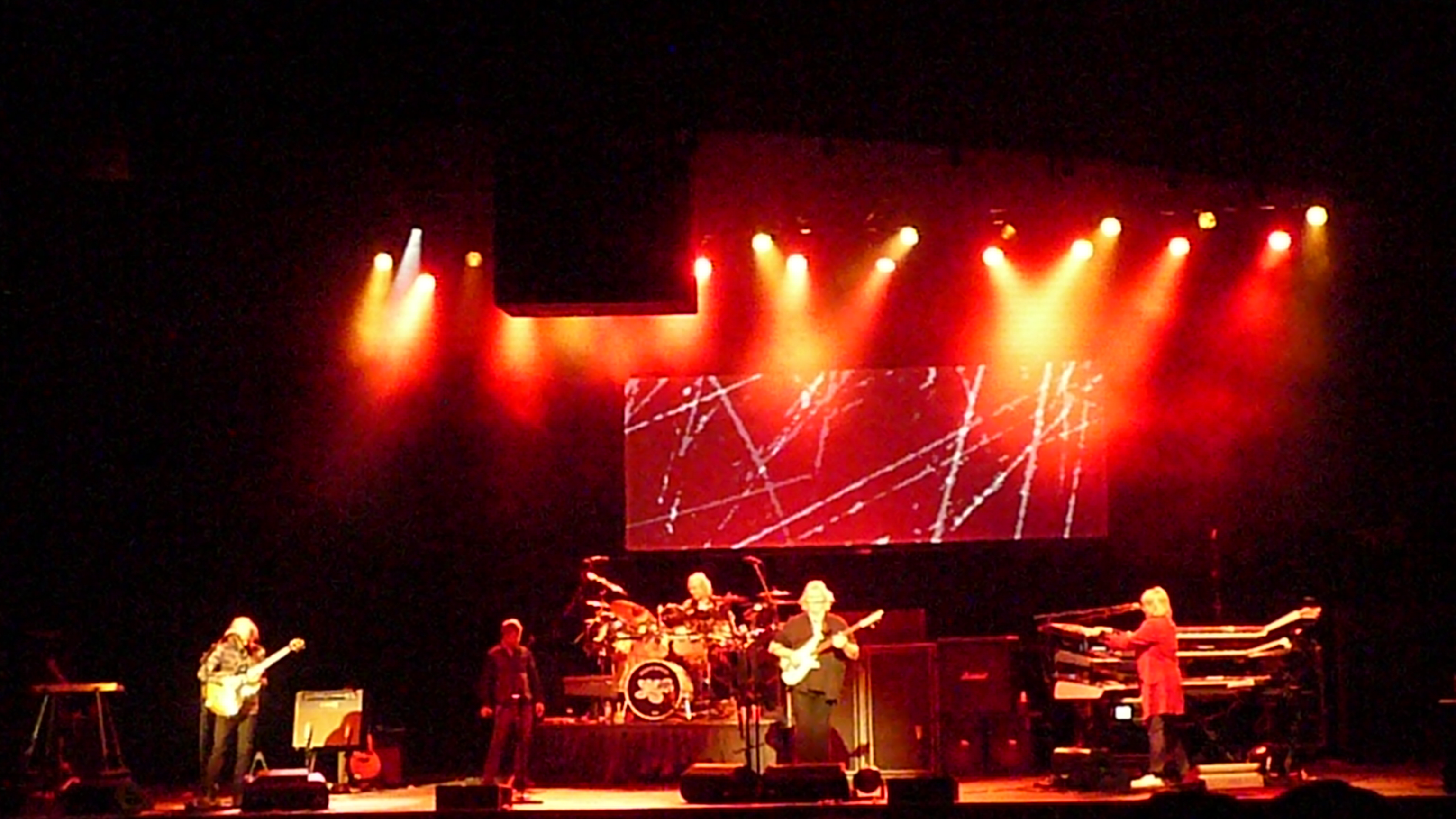
Yes à Paris le 19 novembre 2011 : Steve Howe, Benoit David, Alan White, Chris Squire et Geoff Downes.

À la fin de l'enregistrement en mars 2011, et de la post-production un mois plus tard, l'album sort dans le monde entier en juillet. Fly from Here atteint la 30e position au Royaume-Uni et la 36e aux États-Unis.
En mars 2011, Yes se lance dans leurs tournées Rite of Spring et Fly from Here pour soutenir Fly from Here, avec Styx et Procol Harum en première partie sur certaines dates. 2011 voit la sortie de l'album et du DVD live Yes, In the Present - Live from Lyon, tirés de la tournée précédente du groupe. Trevor Rabin rejoint le groupe en interprétant Owner of a Lonely Heart lors d'un concert à Los Angeles.

#### Nouveau chanteur, mort de Peter Banks et croisières (2012–2014)
En février 2012, après avoir contracté une maladie respiratoire, Benoit David est remplacé par le chanteur de Glass Hammer, Jon Davison. Davison a été recommandé à Squire par leur ami commun Taylor Hawkins, batteur des Foo Fighters. À la suite de l'annonce, Anderson exprime sa déception qu'« ils aient dû trouver un autre chanteur après que le gars qui m'a remplacé est tombé malade », affirmant qu'il a proposé de « revenir avec eux » parce qu'il est « de nouveau en bonne santé » et selon son point de vue « ils ont laissé tomber beaucoup de fans ». Davison rejoint Yes pour terminer les dates prévues du groupe tout au long de l'année.
Le 7 mars 2013, Peter Banks, premier guitariste du groupe, meurt d'une crise cardiaque dans sa maison londonienne, à l'âge de 65 ans. Il est découvert sans vie après qu'il ne s'est pas rendu à une session d'enregistrement. Billy Sherwood lui rendra hommage : « J'ai adoré travailler avec Peter sur les nombreux disques que j'ai produits au fil des ans. Il a toujours livré des trucs incroyables, créatifs, inspirés et toujours avec cette saveur classique originale de Yes qui accompagnait son jeu. Il me manquera ainsi qu'à de nombreux autres fans de sa musique et de son jeu. »

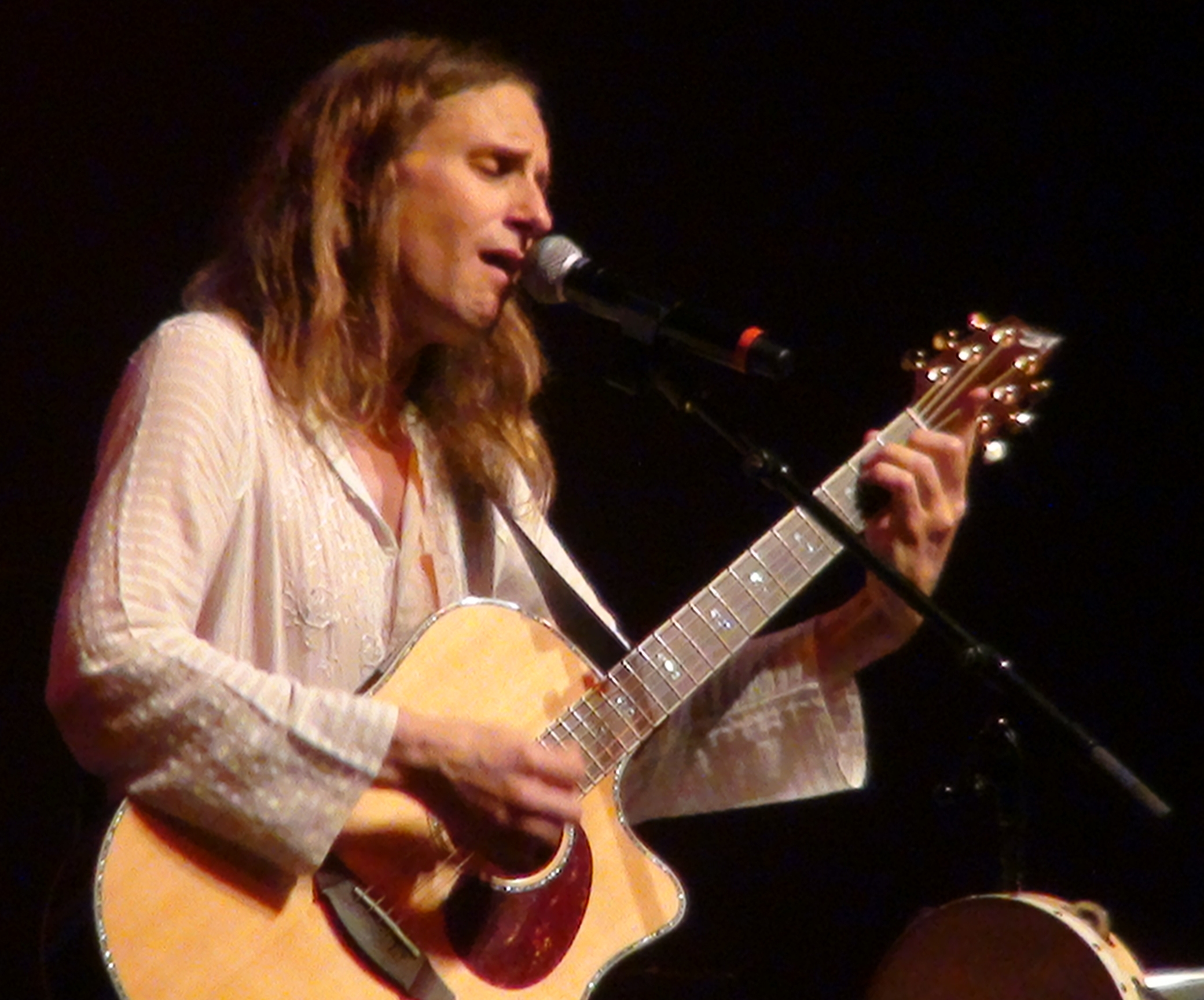
Jon Davison avec Yes à São Paulo en 2013.

De mars 2013 à juin 2014, Yes termine sa tournée de trois albums où ils interprètent les albums Yes, Close to the Edge et Going for the One dans leur intégralité. Pendant la tournée, ils dirigent une croisière sur le thème du rock progressif intitulée « Cruise to the Edge ». Une deuxième croisière a lieu en avril 2014 et le groupe fait la une de l'édition de novembre 2015. L'émission du 11 mai 2014 à Bristol sort sous Like It Is: Yes à l'hippodrome de Bristol la même année, avec des performances de Going for the One et The Yes Album.

#### Heaven and Earth(2014)
Heaven & Earth, le vingt et unième album studio du groupe et le premier avec Davison, est enregistré entre janvier-mars 2014,,, aux studios Neptune à Los Angeles avec Roy Thomas Baker comme producteur. Squire décrit le processus d'enregistrement comme « une expérience très agréable » et Baker quelqu'un « vraiment bien avec qui travailler », et indique que le processus d'écriture de l'album implique que Davison se rende chez Howe et Squire pour écrire et développer la nouvelle musique.[réf. nécessaire] Howe pense qu'il « a essayé de ralentir » la production d'album dans l'espoir que « peut-être que nous pourrions l'affiner...» et le compare au succès des œuvres classiques du groupe dans lesquelles ils « ont arrangé hors de l'enfer » le matériel.
Pour promouvoir Heaven & Earth, Yes reprend sa tournée entre juillet et novembre 2014 avec une tournée mondiale couvrant l'Amérique du Nord, l'Europe, l'Australie, la Nouvelle-Zélande et le Japon, jouant Fragile et Close to the Edge dans leur intégralité avec des chansons sélectionnées de Heaven & Earth ,.Le spectacle de Mesa, en Arizona, sort en 2015 sous le titre Like It Is: Yes au Mesa Arts Center qui présente les performances de Close to the Edge et Fragile,.

### Nouveau bassiste, ARW et tournées (2015–2017)

#### Mort de Chris Squire (2015)
En mai 2015, la nouvelle du diagnostic de leucémie érythroïde aiguë de Squire est rendue publique. Cela conduit l'ancien guitariste Billy Sherwood à le remplacer dans le groupe pour sa tournée d'été de 2015 en Amérique du Nord avec Toto entre août et septembre, et sa troisième croisière annuelle Cruise to the Edge en novembre, pendant que Squire est soigné. L'état de ce dernier se détériore peu de temps après et il est meurt le 27 juin à son domicile de Phoenix, en Arizona, à 67 ans. Son corps sera crématisé le 1er juillet 2015 à Scottsdale dans l'Arizona. 

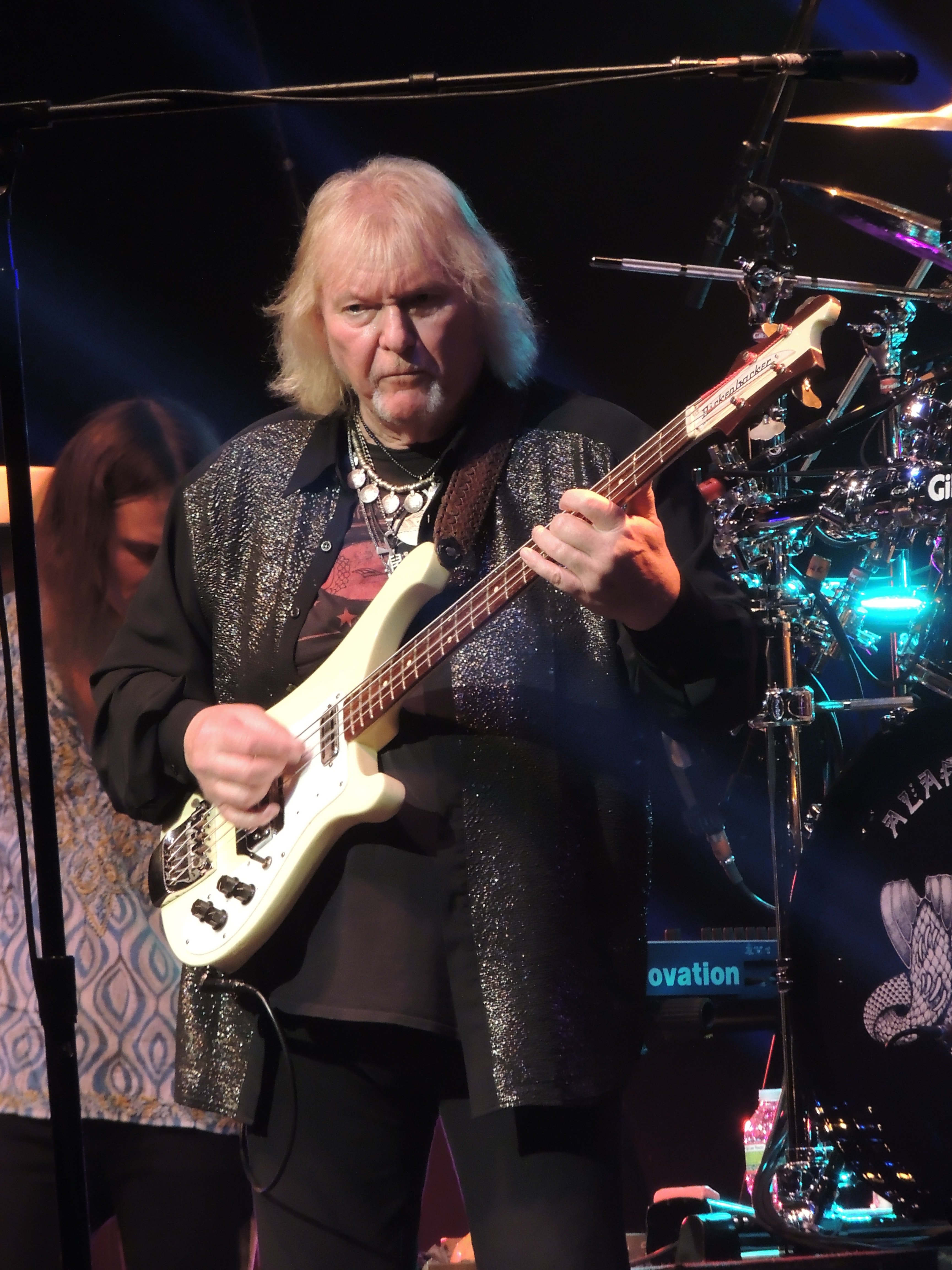
Chris Squire avec Yes au Beacon Theatre en 2013

Geoff Downes annonce d'abord la mort de Squire sur Twitter : « Complètement dévasté au-delà des mots d'avoir à rapporter la triste nouvelle du décès de mon cher ami, membre du groupe et inspiration, Chris Squire.» Squire a auparavant demandé à White et Sherwood de continuer l'héritage du groupe, ce qui, dira Sherwood, « était primordial dans son esprit... Donc je suis heureux de le faire. » Steve Howe rendra hommage à son ancien partenaire dans un email : « Il est difficile d’imaginer l’avenir sans Chris ! Je sens qu'il restera dans nos pensées et nos esprits pendant un certain temps. C'était un être humain unique, plus grand que nature, qui apportait beaucoup à tout ce dont il faisait partie. Que sa mémoire résonne longtemps à travers les terres. ». Enfin, Alan White déclarera sa peine sur son site officiel : « Il est plus difficile que je ne puisse le dire de mettre des pensées en mots, d'exprimer le sentiment de perte que je ressens suite à la mort de mon ami et compagnon de groupe, Chris Squire. Je suis désormais privé de l'une des personnes les plus importantes et les plus aimées de ma vie. Je l'ai toujours appelé " Christopher", c'était son nom officiel et un terme de tendresse qui, je l'espère, a transmis mon respect et mon affection pour l'homme qui a toujours été un doux mais fort leader, un rocher inébranlable de mon existence. » Le 7 août 2015 à Mashantucket dans le Connecticut, Yes se produit de la sorte sans Squire pour la première fois en 47 ans d'histoire,,. En novembre 2015, le groupe termine sa croisière musicale annuelle Cruise to the Edge. 

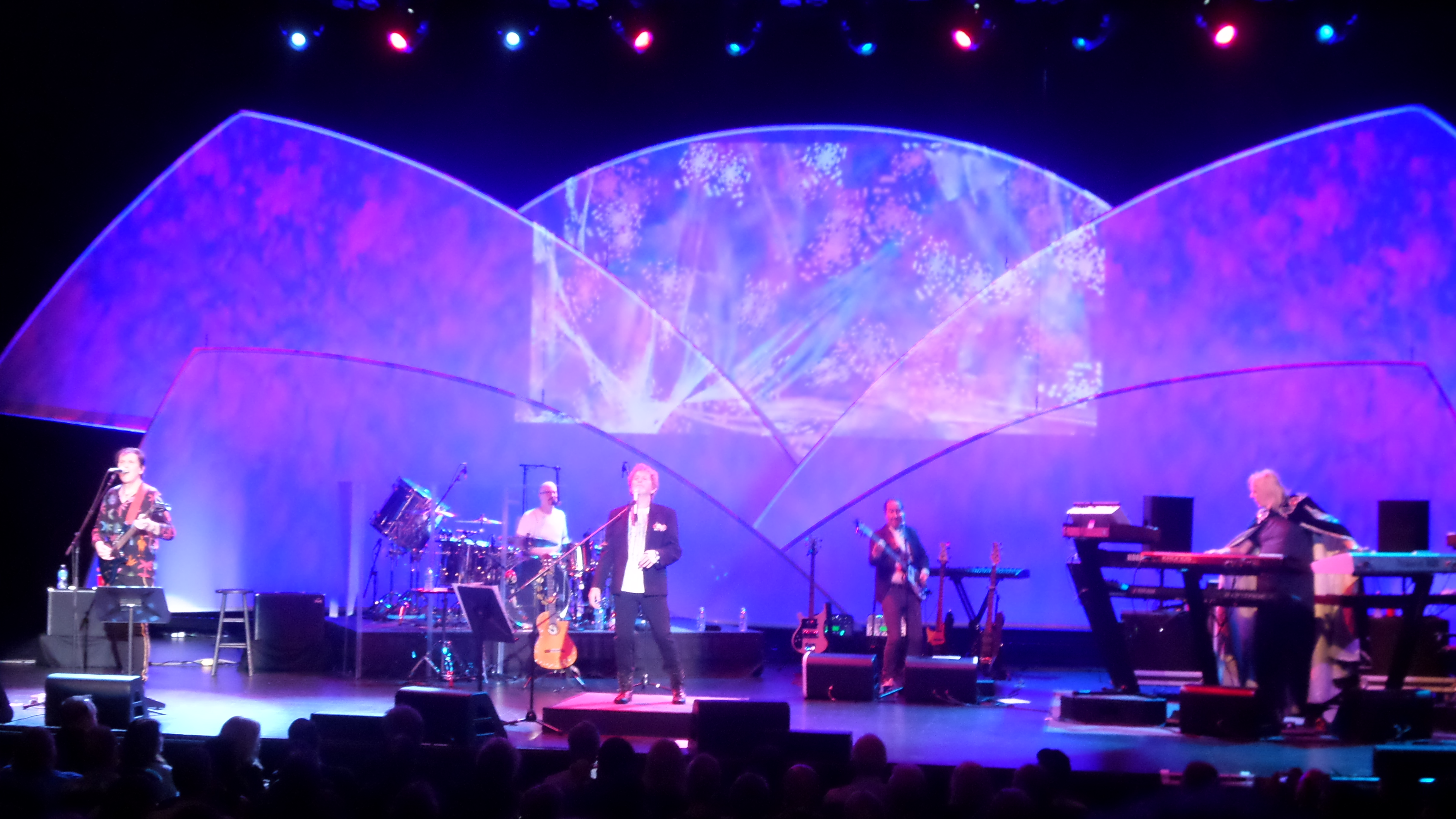
ARW en concert à Clearwater (Floride) en 2014 : Trevor Rabin, Lou Molino III, Jon Anderson, Lee Pomeroy et Rick Wakeman.

#### ARW (2016)
En janvier 2016, les anciens membres de Yes, Anderson, Rabin et Wakeman, annonce leur nouveau groupe, Anderson Rabin Wakeman (ARW), en préparation depuis six ans. Wakeman déclare que le décès de Squire les a incités à aller de l'avant avec le groupe. La première tournée de ce « Yes parallèle », An Evening of Yes Music and More, débute en octobre et dure un an, incluant le batteur Lou Molino III et le bassiste Lee Pomeroy.

#### Tournées d'albums (2016)

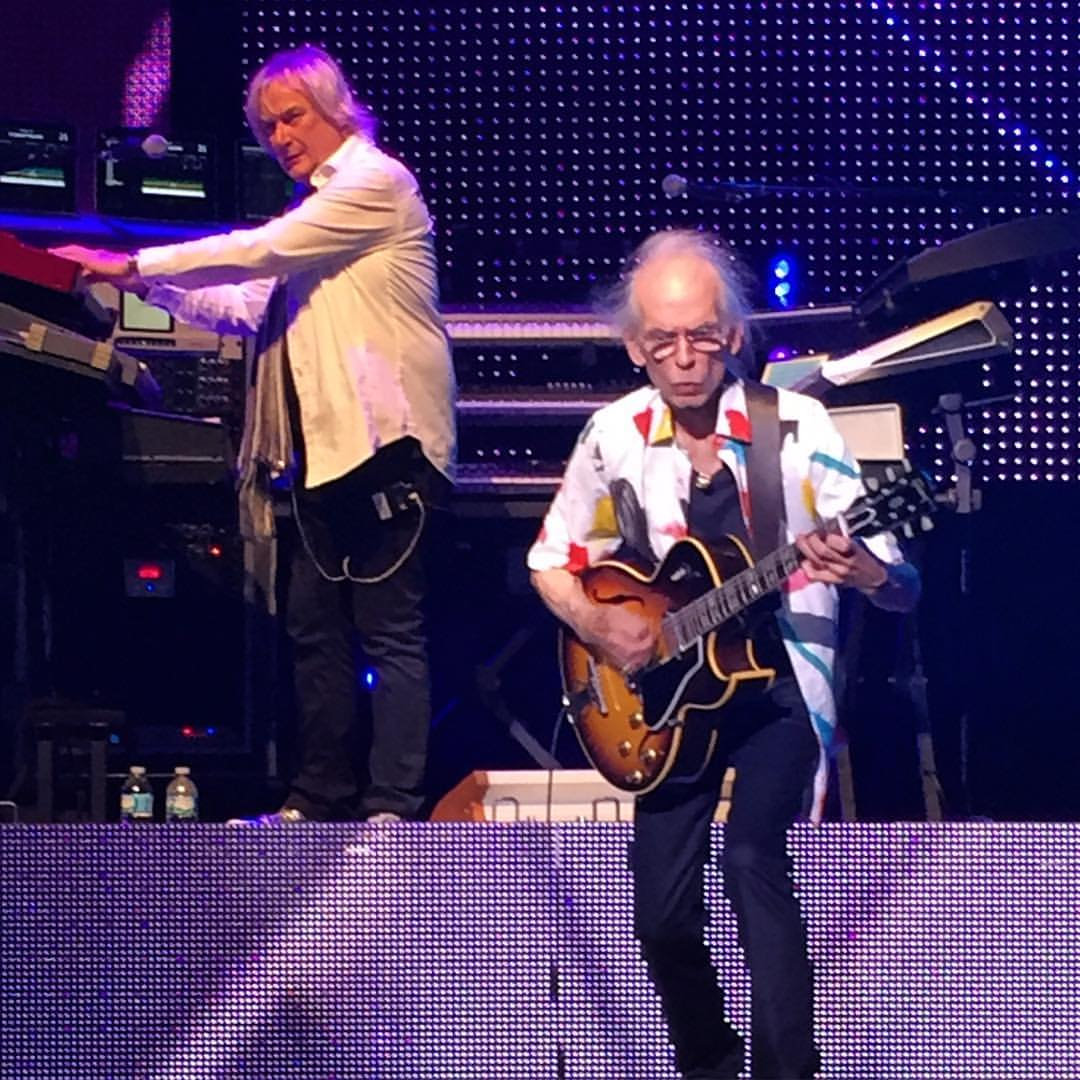
Geoff Downes et Steve Howe avec Yes en 2016.

Cette même année, Yes interprète Fragile et Drama dans leurs intégralités lors de sa tournée européenne d'avril à juin. Trevor Horn est chanteur invité pour deux spectacles britanniques, chantant sur Tempus Fugit. Pour la tournée suivante en Amérique du Nord entre juillet et septembre de cette année-là, le répertoire est modifié pour inclure Drama et les faces une et quatre de Tales from Topographic Oceans. White manque ces concerts pour se remettre d'une opération au dos : il est remplacé par le batteur américain Jay Schellen. Dylan Howe, le fils de Steve, est initialement recruté pour remplacer White, mais en raison de problèmes de visa, doit finalement renoncer. White revient à temps partiel dans le groupe en novembre pour sa tournée japonaise de 2016. Jusqu'en février suivant, Schellen continue à s'asseoir à la place de White sur la plupart des concerts, ce dernier jouant sur certaines chansons.
En février 2017, Yes effectue une tournée aux États-Unis, qui fait notamment la une de Cruise to the Edge. Yes réalise ensuite une tournée aux États-Unis et au Canada lors du Yestival Tour d'août à septembre 2017, interprétant au moins une chanson de chaque album de Yes à Drama. Dylan Howe rejoint le groupe en tant que deuxième batteur : c'est la première fois depuis l'Union Tour que Yes a deux batteurs en même temps sur scène. La tournée est interrompue après la mort inattendue de Virgil, fils de Steve Howe et frère de Dylan.
L'album Topographic Drama - Live Across America, enregistré lors de la tournée 2016, sort fin 2017 et est le premier sans Squire.

### Rock and Roll Hall of Fame (2017)
Yes est éligible pour être intronisé au Rock and Roll Hall of Fame en 1994. En août 2013, la campagne de fans Voices for Yes est lancée pour faire introniser le groupe,. La campagne est dirigée par deux opérateurs politiques américains : John Brabender, stratège principal de la campagne présidentielle américaine 2012 du républicain Rick Santorum, et Tad Devine, qui a travaillé sur la campagne présidentielle 2004 du démocrate John Kerry et la campagne 2000 d' Al Gore. L'ancien président de la NBC, Steve Capus, et l'ancienne directrice du bureau des affaires politiques de la Maison Blanche, Sara Taylor, sont également impliqués. Le 16 octobre 2013, Yes n'est pas été intronisé. En novembre suivant, Anderson exprime le souhait de revenir à Yes dans le futur pour une « tournée dont tout le monde rêve », et cite la nomination de Yes pour au Rock and Roll Hall of Fame comme motif d'une éventuelle réunion. N'ayant pas réussi la phase de nomination à deux reprises, l'annonce de la prochaine intronisation de Yes est faite le 20 décembre 2016.
Le 7 avril 2017, Yes est intronisé dans la classe 2017 par Geddy Lee et Alex Lifeson du groupe Rush, lors d'une cérémonie tenue à New York. Les musiciens récompensés sont : Jon Anderson, Steve Howe, Trevor Rabin, Chris Squire à titre posthume, Rick Wakeman, Tony Kaye, Bill Bruford et Alan White, soit la formation présente sur l'album Union et sa tournée,. Peter Banks, membre d'origine, mort en 2013, n'est pas récompensé. Lors de la cérémonie, Anderson, Howe, Rabin, Wakeman et White interprètent Roundabout avec Lee à la basse, suivi de Owner of a Lonely Heart avec Howe à la basse. Bruford assiste à la cérémonie mais ne joue pas, tandis que Kaye n'y assiste pas du tout.
Après l'intronisation de Yes au Rock and Roll Hall of Fame, le groupe Anderson, Rabin and Wakeman se renomme Yes featuring Jon Anderson, Trevor Rabin, Rick Wakeman.

### 50eanniversaire et nouveaux albums (2018–2021)

#### Fly from Here Return Trip(2018)

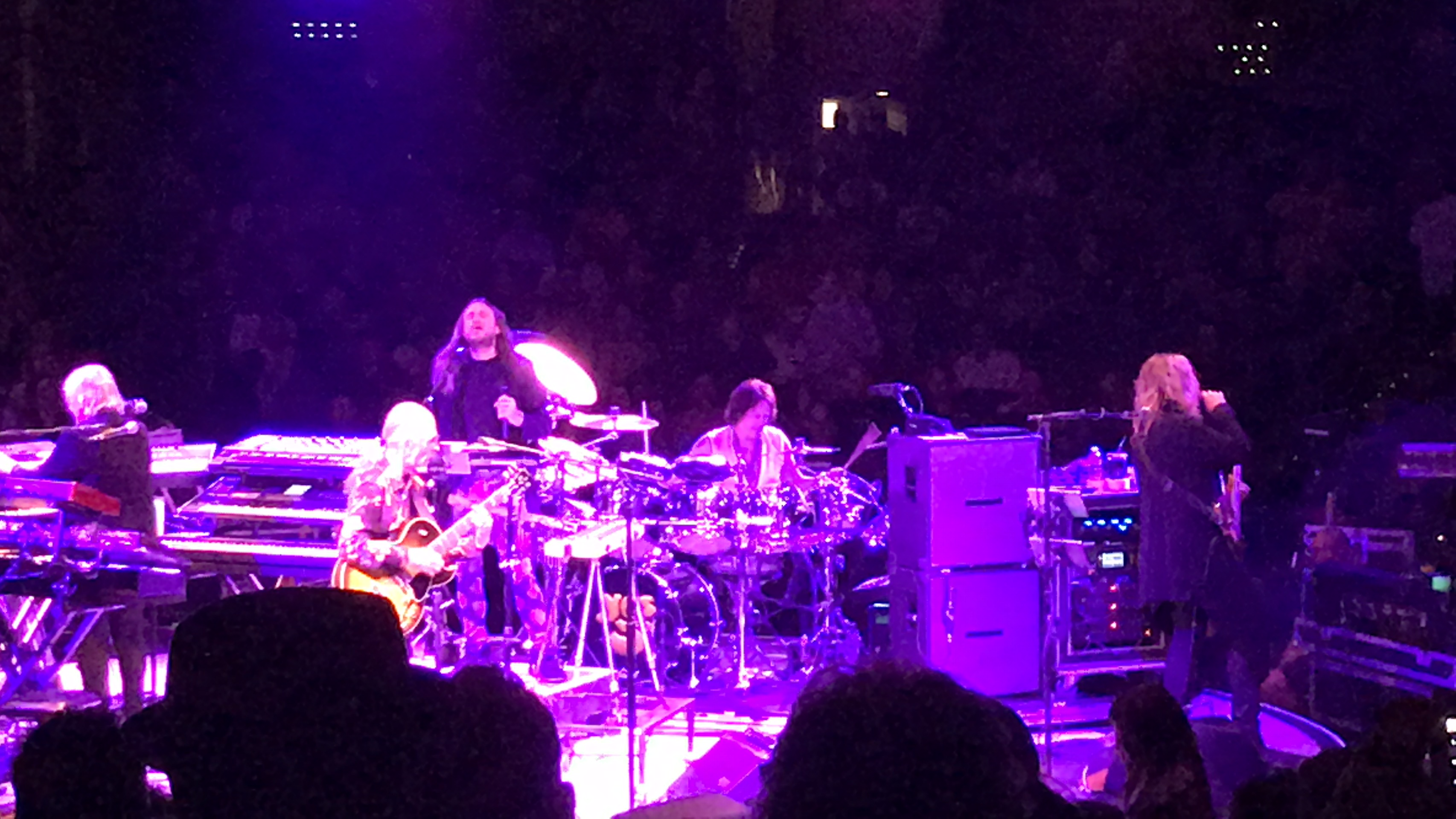
Yes à Westbury (New York) le 8 juillet 2018 : Geoff Downes, Steve Howe, Jon Davison, Jay Schellen et Billy Sherwood.

En février 2018, Yes est tête d'affiche de la croisière Cruise to the Edge impliquant le claviériste original Tony Kaye comme invité spécial, marquant ses premières performances avec le groupe depuis 1994. Elle est suivie par la tournée du 50e anniversaire du groupe avec une étape européenne en mars, jouant la moitié de Tales from Topographic Oceans et une sélection de chansons de son histoire. Les deux dates de Londres comprennent une convention anniversaire des fans qui coïncide avec la sortie de Fly from Here - Return Trip, une nouvelle version de l'album avec de nouveaux vocaux et mixages de Horn et un titre inédit Don't Take No for an Answer signée Steve Howe. Horn a auparavant chanté en tant qu'invité lors de la tournée ,,. Une tournée américaine en juin et juillet comprend également des invités tels que Kaye, Horn, Tom Brislin et Patrick Moraz, qui n'a alors plus joué avec Yes depuis 1976,. Tony Kaye y interprète en particulier des titres qu'il avait enregistrés à ses débuts dans Yes, comme Yours is No Disgrace ou Straship Trooper, tirés de The Yes Album. Patrick Moraz y rejoue Soon, le final de la long pièce The Gates of Delirium qu'il avait enregistrée sur Relayer. La tournée culmine avec une étape japonaise en février 2019. Schellen continue de jouer en tant que deuxième batteur pour soutenir White, qui souffre d'une infection bactérienne dans ses articulations depuis novembre 2017,,. La tournée est enregistrée sur l'album Yes 50 Live, sorti en 2019.
De son côté, après une tournée de quatre mois en 2018 pour célébrer également le cinquantième anniversaire de Yes, le groupe parallèle Yes featuring Jon Anderson, Trevor Rabin, Rick Wakeman se dissout. En août 2018 paraît l'album double live, Yes featuring Anderson, Rabin, Wakeman Live at the Apollo, qui retransmet le concert donné à Manchester en 2017.

#### From a Page(2020)
En juin et juillet 2019, Yes est la tête d'affiche de la Royal Affair Tour à travers les États-Unis avec une programmation mettant en vedette Asia, John Lodge et Carl Palmer 's ELP Legacy avec Arthur Brown,. S'ensuit la sortie de musique inédite, enregistrée pendant les sessions Fly from Here, publiée sous le titre From a Page, dirigée par Oliver Wakeman qui a écrit la plupart du contenu. La version CD comprend une édition augmentée de In the Present - Live from Lyon.
Un album en concert, intitulé The Royal Affair Tour: Live in Las Vegas, sort en octobre 2020. Les vidéos de Dean créant la couverture de l'album sont diffusées en direct sur Facebook.
Yes prévoit de reprendre la tournée en 2020, en commençant par une courte étape américaine en mars et son apparition à la croisière musicale Cruise to the Edge, suivie d'une tournée européenne qui poursuit celle de la série d'albums et présente Relayer interprété dans son intégralité. En mars, les deux tournées sont reportées à 2021 en raison de la pandémie COVID-19,. En juillet, Davison confirme que le groupe commence à travailler sur de la nouvelle musique pour son prochain album studio En décembre, il annonce également la formation du groupe parallèle Arc of Life, avec son coéquipier Billy Sherwood, les contributeurs occasionnels de Yes, Jay Schellen, Jimmy Haun et le claviériste Dave Kerzner.

#### The Quest(2021)
En janvier 2021, White déclare que Yes a enregistré son nouvel album. The Quest sort le 1er octobre. Il s'agit du premier album enregistré par le quintette formé de Steve Howe, Alan White, Geoff Downes, Jon Davison et Billy Sherwood, et accompagné par Jay Shellen aux percussions. L'album contient onze chansons, soit huit sur un premier cd et trois sur un disque bonus. Un premier extrait de l'album, The Ice Bridge, est disponible sur Youtube en vidéo officielle le 23 juillet.

### Nouveau batteur et nouvel album (depuis 2022)

#### Mort d'Alan White (2022)
Le 26 mai 2022, Alan White, batteur du groupe depuis 50 ans, meurt d'une brève maladie, d'après son épouse. Il est remplacé par Jay Shellen qui a déjà accompagné le groupe en concert ainsi que sur le dernier album.
À l'annonce de la mort d'Alan White, de nombreux membres ou anciens membre de Yes lui rendent hommage : « [Alan White] a donné tant de ses meilleures années au groupe et a été un vrai croyant et un professionnel déterminé jusqu'à la toute fin. » (Steve Howe) ; « En tant que musicien, il était unique à tous égards et sa technique puissante a influencé des générations entières de batteurs et de percussionnistes - une légende absolue dans le vrai sens du terme. » (Geoff Downes) ; « Quand j'ai rejoint YES pour la première fois dans les années 90, je pouvais toujours me confier à Alan, il était là comme un grand frère, me rassurant quoi qu'il arrive. » (Billy Sherwood ) ; « Je suis éternellement reconnaissant à Alan et à sa merveilleuse épouse Gigi pour la chaleur et la gentillesse immédiates qu'ils m'ont témoignées lorsque j'ai rejoint le groupe pour la première fois. » (Jon Davison ) ; « J'ai tellement appris à ses côtés, en partageant la scène et la famille qu'est YES. » (Jay Shellen) ; « C'était un grand musicien et pas seulement à la batterie. C'est Alan qui a pensé à jouer les triolets d'échantillons fous du big band au milieu de "Owner". Nous avons tous beaucoup ri ce jour-là. » (Trevor Horn) ; « Un gars formidable.. Un batteur incroyable.. Alan manquera à tous, mais la plus grande section rythmique du rock est maintenant réunie. » (Tony Kaye) ; « Tu étais juste le meilleur des meilleurs pour Yes et une âme merveilleuse… Nous avons écrit Turn of the Century ensemble il y a toutes ces années, juste un moment parmi tant d'autres merveilleux ensemble… » (Jon Anderson) ; « Alan et Chris ont sans doute formé l'un des meilleurs duos basse et batterie de l'histoire du rock'n roll, sinon le meilleur. » (Rick Wakeman) ; « [Alan] a repris les rênes de Yes dans un court délai après mon départ, et de toute évidence, il n'a pas fait d'histoires lorsqu'il a dû apprendre le répertoire du groupe en trois jours environ. » (Bill Bruford) ; « Pendant des décennies de proximité, nous n'avons jamais eu de dispute. Un bel humain. Difficile d'imaginer un monde sans lui. » (Trevor Rabin).

#### Mirror to the Sky(2023)

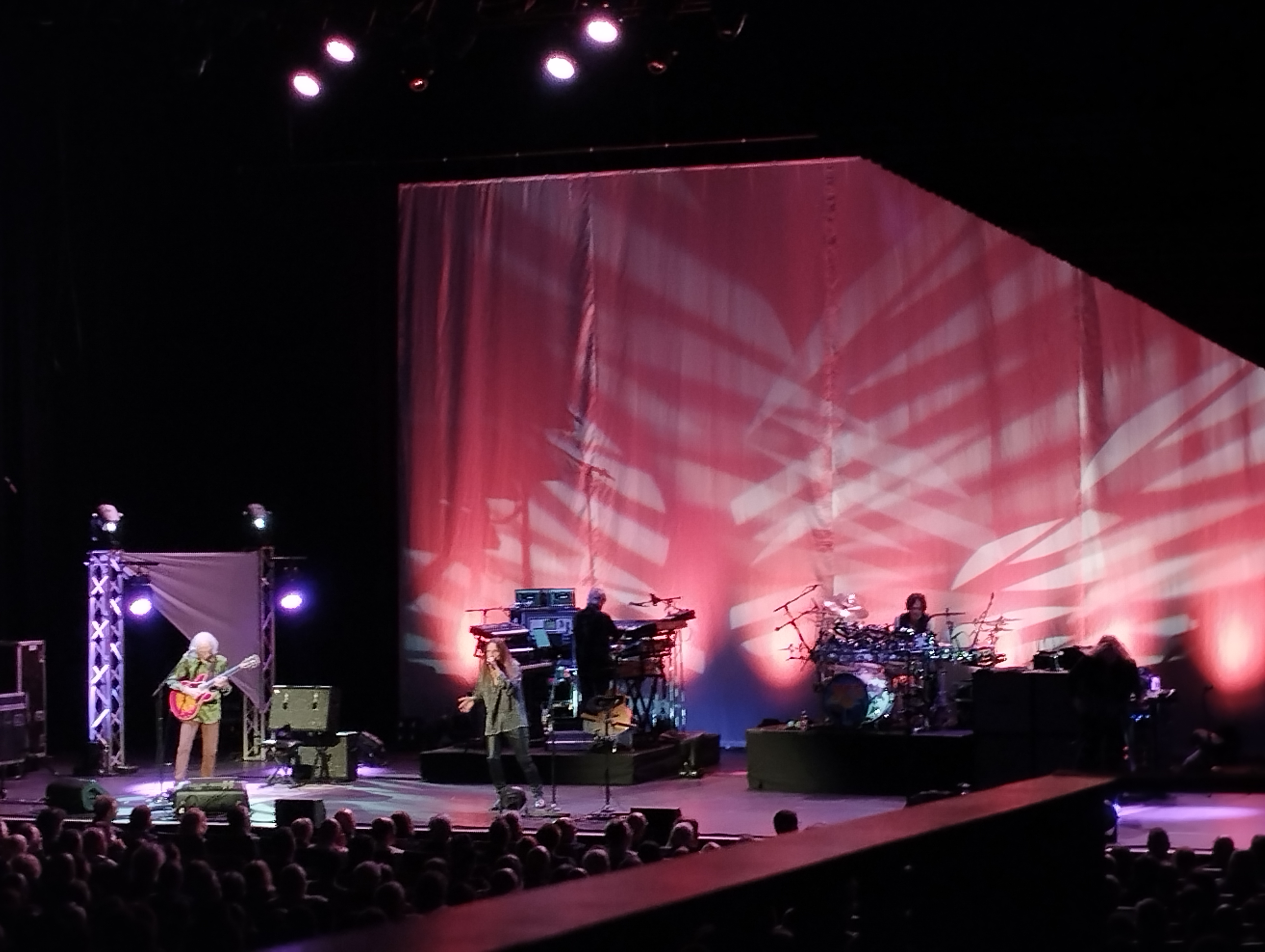
Yes en concert à la salle Pleyel, le 20 mai 2024.

Le 15 février 2023, le groupe annonce sur sa page Facebook que Jay Shellen en est désormais « membre permanent ». En mars, le groupe annonce sur son site officiel la sortie pour le 19 mai d'un nouvel album Mirror to the Sky, enregistré par sa dernière formation, soit Steve Howe, Jon Davison, Geoff Downes, Billy Sherwood et Jay Shellen pour lequel c'est le premier album studio en tant que batteur officiel.

#### Accusation de plagiat (2024)
Le 13 novembre 2024, le musicien Riz Story dépose une plainte à Los Angeles pour violation de droits d'auteur : il accuse le guitariste Steve Howe et le chanteur Jon Davison d'avoir plagié sa chanson Reunion dans le titre Dare to Know  de l'album The Quest de Yes sorti en 2021.

## Membres

### Yes
Le quintet constitué de Jon Anderson, Steve Howe, Rick Wakeman, Chris Squire et Alan White peut être considéré comme la formation « classique » de Yes, car étant la seule à avoir existé pendant plusieurs périodes (en l'occurrence quatre : 1972-1974, 1976-1980, 1995-1997 et 2002-2004), et aussi celle qui a enregistré le plus d'albums studios (cinq : 1973, 1977, 1978, 1996, 1997), et celle qui a donné le plus de concerts.
Pour le détail des formations, voir Yes family Tree.

#### Membres actuels
- Steve Howe : guitare électrique, guitare acoustique, lap steel guitar, chœurs (1970-1981, 1990-1992, depuis 1995)
- Geoff Downes : claviers, vocodeur, chœurs (1980-1981, depuis 2011)
- Jon Davison : chant, guitare acoustique, percussions (depuis 2012)
- Billy Sherwood : guitare, claviers (1994 en concert, 1997-2000), basse, chœurs (depuis 2015)
- Jay Schellen : batterie, percussions (2016 en concert, 2018-2022 en concert, depuis 2023)

#### Membres fondateurs
- Jon Anderson : chant, guitare acoustique, percussions, harpe, claviers additionnels (1968-1980, 1983-2004)
- Peter Banks (†) : guitare électrique, chœurs (1968-1970), mort le 7 mars 2013
- Chris Squire (†) : basse, chœurs, harmonica (1968-2015), mort le 28 juin 2015
- Tony Kaye : claviers (1968-1971, 1983-1995 sauf 15 juin -15 octobre 1983, tournée américaine 2018)
- Bill Bruford : batterie, percussions (1968-1972 sauf du 23 sept au 28 nov. 1968, 1989-1992)

#### Anciens membres
- Rick Wakeman : claviers (1971-1974, 1976-1980, 1990-1992, 1995-1997, 2002-2004)
- Alan White (†) : batterie, percussions, chœurs (1972-2022), piano (mars à décembre 2001), mort le 26 mai 2022
- Patrick Moraz : claviers (1974-1976, invité lors de la tournée 2018)
- Trevor Horn : chant, basse (1980-1981, 2018), production (1983-1987)
- Trevor Rabin : guitare, claviers, chant, chœurs (1983-1995)
- Igor Khoroshev : claviers, chœurs (1997-2000)
- Benoît David : chant, guitare acoustique, percussions (2008-2012)
- Oliver Wakeman : claviers (2008-2011), fils de Rick

#### Membres temporaires
- David Potts : batterie (23 au 27 sept. 1968), en remplacement de Bill Bruford
- Tony O'Reily : batterie (28 sept. à 23 nov. 1968), en remplacement de Bill Bruford
- Eddie Jobson : claviers, violon (15 juin -15 octobre 1983), en remplacement de Tony Kaye

#### Musiciens de concert
- Ian Wallace (†) : batterie (1-27 novembre 1968), mort le 22 février 2007
- Tom Brislin : claviers (2001)
- Dylan Howe : batterie (2017), fils de Steve

### Anderson, Bruford, Wakeman, Howe (1988–1991)
- Jon Anderson - chant, guitare acoustique, percussions, harpe
- Bill Bruford - batterie, percussions
- Rick Wakeman - claviers
- Steve Howe - guitares électriques et acoustiques, lap steel guitar, chœurs

#### Musiciens additionnels
- Tony Levin : basse, Chapman stick, chœurs (album et tournée britannique)
- Jeff Berlin : basse (tournée américaine, en remplacement de Tony Levin malade)
- Milton McDonald : guitare rythmique (album et tournée)
- Matt Clifford : claviers, programmation, orchestration, chœurs (album)
- Julian Colbeck : claviers (tournée)

### Anderson, Rabin, Wakeman (2016–2018)
- Jon Anderson : chant, guitare acoustique, percussions, harpe
- Trevor Rabin : guitares électriques et acoustiques, chant, chœurs
- Rick Wakeman : claviers

#### Musiciens additionnels
- Lee Pomeroy : basse, chœurs
- Lou Molino III : batterie, percussions, chœurs
- Iain Hornal : basse, chœurs (tournée japonaise 2017, tournée européenne 2018)

### Chronologie
T : tournée uniquement
† : mort d'un musicien

## Récompenses
- 1983 : Trophée Grammy (chanson rock) pour la meilleure performance rock instrumentale, avec Cinema.
- 1985 : nomination (clip vidéo) pour 9012Live.
- 1987 : nomination (chanson rock) pour Amazing Grace.

## Hommage
- 1993 : (7707) Yes, astéroïde nommé en l'honneur du groupe.

## Discographie

### Albums studio
L'astérique indique un changement de musicien(s)*
- 1969 : Yes
- 1970 : Time and a Word
- 1971 : The Yes Album  *
- 1971 : Fragile *
- 1972 : Close to the Edge
- 1973 : Tales from Topographic Oceans *
- 1974 : Relayer *
- 1977 : Going for the One *
- 1978 : Tormato
- 1980 : Drama *
- 1983 : 90125 *
- 1987 : Big Generator
- 1991 : Union *
- 1994 : Talk *
- 1996 : Keys to Ascension *
- 1997 : Keys to Ascension 2
- 1997 : Open Your Eyes *
- 1999 : The Ladder *
- 2001 : Magnification *
- 2011 : Fly from Here *
- 2014 : Heaven and Earth *
- 2018 : Fly from Here - Return Trip *
- 2020 : From a Page (en)  *
- 2021 : The Quest *
- 2023 : Mirror to the Sky *